# Janis Ian
Pour les articles homonymes, voir Ian.
Janis Eddy Fink dite Janis Ian, née le 7 avril 1951 à New York dans le Bronx, est une chanteuse américaine engagée, écrivaine, auteure-compositrice-interprète et multi-instrumentiste, la guitare restant son instrument de prédilection.

## Biographie

### Formation
Née dans un hôpital du Bronx, elle passe une partie de son enfance dans un camp de vacances dirigé par ses parents et situé au sud du New Jersey. Appartenant à la communauté juive progressiste, ses parents l'initient à la musique dès son plus jeune âge : le père est professeur de musique et Janis baigne dans un mélange de classique, de folk et de jazz. Elle commence le piano à l'âge de deux ans. Elle écrit sa première chanson à 12 ans, Hair of Spun Gold (1963), puis intègre la New York City High School of Music & Art pour compléter sa formation. Elle change de nom en 1964.

### Débuts
En 1964, âgée de 13 ans, elle compose et interprète Society's Child (Baby I've Been Thinking) qui raconte une histoire d'amour entre une jeune fille blanche et un garçon noir, un thème relativement tabou pour l'époque. Produite par Shadow Morton (1941-2013), le promoteur de The Shangri-Las, Society's Child devient un tube national entre 1965 et 1967, se classant à la 14e place après que Leonard Bernstein l'a programmée dans une émission télévisée sur CBS. Dans son autobiographie publiée en 2008 et qui reprend le titre de cette chanson, Janis rappelle que de nombreuses radios locales refusèrent de la programmer. Society's Child est ensuite reprise par le groupe britannique Spooky Tooth en 1968. Les ventes atteignent 600 000 exemplaires et Janis fait plusieurs apparitions télévisuelles, dont une au Tonight's Show ; la presse salue son travail dont les magazines Time et Newsweek.
En 2001, Society's Child obtient le Grammy Hall of Fame pour sa dimension historique et sociale et en 2013 le Grammy Award for Best Spoken Word Album.

### At Seventeen
La carrière de Janis Ian atteint son apogée en 1975 avec At Seventeen et l'album Between the Lines. Cette chanson est une complainte qui raconte l'histoire d'une jeune fille solitaire et lucide qui se trouve laide parce qu'elle ne correspond pas aux canons de beauté, obligée d'inventer de fausses histoires d'amour. Servie par une écriture implacable, abordant un thème humaniste et quasi universel, At Seventeen, joué dans un style bossa nova pendant près de 4 minutes, se vend à plus d'un million d'exemplaires, atteignant la 3e place dans les charts américains. À 24 ans, Janis Ian remporte la même année son premier Grammy Awards.
Cette chanson connaît un certain succès en France. Après une adaptation par Eddy Marnay dès 1975 pour Janis Ian sous le titre À dix-sept ans, des paroles différentes sont écrites par Frank Thomas en 1976 pour Claude François sous le titre 17 ans. En 1977, Eddy Marnay en fait une nouvelle adaptation pour Mireille Mathieu, interprétée dans son album Sentimentalement Vôtre.

### Carrière internationale

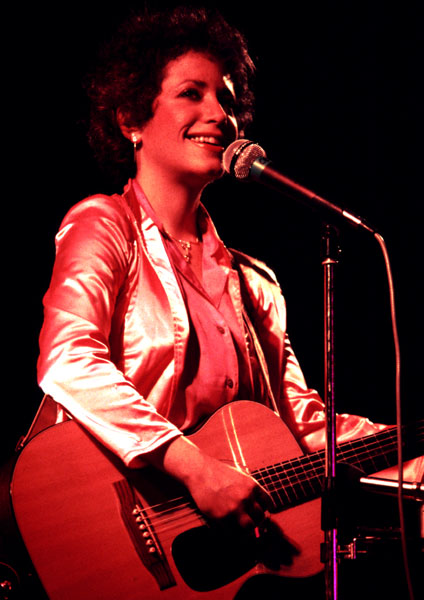
Janis Ian (Dublin, 1981).

En 1976, sa carrière prend alors un tour international. Love Is Blind, chanson tirée de son album Aftertones est numéro un au Japon pendant près de six mois. En 1976, Stars, tirée de l'album éponyme de 1974, est adaptée en français et interprétée par Marie Laforêt (Star Story), puis par Françoise Hardy (Star, 1977 ). Cette chanson avait été reprise auparavant par Roberta Flack, Nina Simone et Cher, entre autres.
Au début des années 1980, elle travaille en particulier pour le cinéma, signant des chansons pour la bande originale de plusieurs films dont Fly Too High, composé et produit par Giorgio Moroder pour le film Foxes avec Jodie Foster. Elle travaille aussi pour la télévision (Les Simpson, Hôpital central...). Elle quitte le devant de la scène en 1983 après une tournée européenne.

### Retour
En 1993, son album Breaking Silence, dont le titre éponyme aborde le thème de l'inceste, la voit revenir sur la scène musicale. Ne voulant pas se soumettre aux politiques des majors, dont elle estime qu'elles font perdre à l'auteur toute liberté, elle produit elle-même cet album qui est nommé aux Grammy Awards dans la catégorie « meilleur album folk ». Artiste indépendante, elle continue depuis à produire ses albums, notamment avec le label Rude Girl.
Dans les années 2000, Janis critique de nouveau la politique des majors du disque, s'engageant en particulier contre la RIAA, organisation qui défend les intérêts de l'industrie du disque aux États-Unis : Janis soutient que la RIAA agit contre l'intérêt des artistes et des consommateurs. Elle met alors en téléchargement libre sur son site les chansons dont elle reste propriétaire et fait savoir que cette manière de faire lui permet de conquérir un nouveau public et que ses ventes de CD ont même augmenté grâce à ce nouveau moyen de diffusion en direct.
En 2019, elle tourne toujours aux États-Unis

## Vie privée et publications

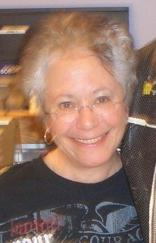
Janis Ian en 2005 durant une signature.

En 1978, elle se marie avec le réalisateur portugais Tino Sargo ; le couple se sépare en 1983.
Elle épouse le 27 août 2003 Patricia Snyder, sa compagne depuis 1989.
Elle a écrit régulièrement des billets d'humeur pour le magazine The Advocate et de nombreuses nouvelles de science-fiction pour diverses revues. Avec Mike Resnick, elle co-écrit en 2003 Stars: Original Stories Based on the Songs of Janis Ian, un recueil de nouvelles de SF inspirées de son album de 1974.
En 2008, elle publie son autobiographie intitulée Society's Child: My Autobiography chez Penguin Books.

## Discographie
- 1967 : Janis Ian (Verve Records), comprenant Society's Child[4]
- 1968 : For All the Seasons of Your Mind
- 1968 : The Secret Life of J. Eddy Fink
- 1969 : Who Really Cares
- 1971 : Present Company
- 1974 : Stars
- 1975 : Between The Lines
- 1976 : Aftertones
- 1977 : Miracle Row
- 1978 : Janis Ian
- 1979 : Night Rains
- 1981 : Restless Eyes
- 1983 : Uncle Wonderful
- 1993 : Breaking Silence
- 1994 : Simon Renshaw Presents: Janis Ian Shares Your Pain
- 1995 : Revenge
- 1995 : Live on the Test 1976
- 1997 : Hunger
- 1998 : Unreleased 1: Mary's Eyes
- 2000 : Unreleased 2: Take No Prisoners
- 2000 : god & the fbi
- 2001 : Unreleased 3: Society's Child
- 2002 : Lost Cuts 1 (EP)
- 2003 : Janis Ian Live: Working Without A Net
- 2004 : Billie's Bones
- 2006 : Folk is the New Black (Rude Girl)
- 2008 : Best of Janis Ian: Autobiography Collection (Rude Girl)

## Vidéographie
- (en) Janis Ian Full Concert Capitol, 56 min. Enregistré le 18 avril 1976 au théâtre Capitol de Passaic, New Jersey : When The Party's Over ; From Me To You ; The Man You Are In Me ; Boy, I Really Tied One On ; Tea & Sympathy ; Got To Get Up ; Roses ; Watercolors ; In the Winter ; Applause ; This Must Be Wrong ; Don't Cry Old Man ; Between the Lines ; At Seventeen ; I Would Like To Dance. Music Vault, « Disponible », sur YouTube, 6 janvier 2015 (consulté le 21 décembre 2021)
- (en) Janis Ian, The Old Grey Whistle Test Concert DVD, Edsel Records EDSX 3005 (UK), 2010, DVD (EAN 0740155300531). Enregistré au Shepherd's Bush Empire Television Theatre de Londres pour l'émission de la BBC The Old Grey Whistle Test. Le 12 octobre 1976 : When The Party's Over ; Boy I Really Tied One On ; Jesse ; Got To Get Up ; At Seventeen ; In The Winter ; Applause ; Bright Lights & Promises ; I Would Like To Dance. Le 29 octobre 1974 : Dance With Me ; Stars. Le 6 novembre 1976 : At Seventeen. Le 21 mai 1980 : The Other Side Of The Sun.
- (en) Janis Ian Live at the Forum 1980 de Barrie McLean, Sohbi (Japon) SKL-23, coll. « Super Live Special », 1989, LaserDisc, jamais édité en DVD, 48 min. Enregistré au Forum de Los Angeles en 1980 : Night Rains ; I Would Like to Dance ; Have Mercy Love ; Jesse ; The Other Side of the Sun ; In the Winter ; Silly Habits ; Memories ; Lay Low ; At Seventeen. Janis Ian, « Disponible », sur YouTube, 10 avril 2020 (consulté le 21 décembre 2021)
- (en) Janis Ian ’79 Live in Japan and Australia, Rude Girl Records, 2007, DVD, 62 min  (EAN 0881132003943). Let Me Be Lonely ; At Seventeen ; I Would Like To Dance ; Get Ready To Roll ; Will You Dance ; Fly Too High ; You Are Love ; Silly Habits ; Here Comes The Night ; I Remember Yesterday ; Memories ; Love Is Blind ; In The Winter.
- (en) Janismania, Rude Girl Records, 2005, 2 DVD, 4 h 19 min  (EAN 0881132000263). Enregistré le 9 juin 2004 en Indiana : Living Room Concert - Interviews - Master Class in Artistry.
- (en) Janis Ian Live at Club Café, Rude Girl Records, 2005, DVD  (EAN 0881132000256). Enregistré les 15 et 16 juin 2004 au Club Café de Pittsburgh, Pennsylvanie : Dead Men Walking ; Watercolors ; When I Lay Down ; From Me To You ; Boots Like Emmy Lou’s ; I Hear You Sing Again ; Between The Lines ; At Seventeen ; Ride Me Like A Wave ; Matthew ; Society's Child ; Love Is Blind ; On The Other Side ; Take No Prisoners ; These Boots Were Made For Walking ; I Got You Babe.
- (en) Janis Ian Live from Grand Center de John R. Killacky et Kent Samul, Rude Girl Records RGR-GC010, 2008, DVD, 57 min  (EAN 0881132000010). Enregistré le 19 juin 2008 au Sheldon Concert Hall, Grand Center Arts District, Saint-Louis, Missouri : Through the Years ; From Me To You ; Society's Child ; Stolen Fire ; Jesse ; Silly Habits ; My Autobiography; I Hear You Sing Again ; Some People's Lives ; Page Nine ; Days Like These ; Light a Light ; Ginny the Flying Girl ; At Seventeen ; Joy.
- (en) Janis Ian live at Tales from the Tavern, 69 min. Enregistré en 2018 par TFT-Television à Santa Ynez, Californie. Janis Ian, « Disponible », sur YouTube, 13 décembre 2020 (consulté le 22 décembre 2021)
- (en) Janis Ian – Through The Years : A Retrospective, Rude Girl Records RGR-TTY-0201, 2007, DVD, 97 min  (EAN 0881132003394). 1968 : Look to the Rain, Janey's Blues, Friends Again ; 1977 : Jesse, Miracle Row, When The Party's Over,  Hotel & One Night Stands, At Seventeen ; 1978 : The Bridge ; Love Is Blind ; 1979 : Silly Habits, Fly Too High, In The Winter ; 1990 : Stolen Fire, Cosmo Girl, From Me To You, Days Like These ; 1994 : Tenderness ; 1995 : This Train Still Runs, Ride Me Like A Wave, When the Silence Falls, Take No Prisoners, Society's Child.